# Stuart (nome)
Stuart  è un nome proprio di persona inglese e gaelico scozzese maschile.

## Varianti
Inglese
- Ipocoristici: Stu[1]

## Origine e diffusione

Il blasone della famiglia Stuart

Riprende il cognome scozzese Stuart, composto dai termini inglesi antichi stig ("casa") e weard ("guardia"); era un cognome di origine occupazionale, indicante un tempo chi svolgeva il lavoro di custode.
Come nome proprio, cominciò ad essere usato nel XIX secolo in Scozia, in onore della famiglia Stuart, che diede a Scozia e Gran Bretagna svariati re e regine. 

## Onomastico
Nessun santo ha mai portato il nome Stuart, che quindi è adespota, e l'onomastico si può festeggiare il 1º novembre, in occasione di Ognissanti. 

## Persone

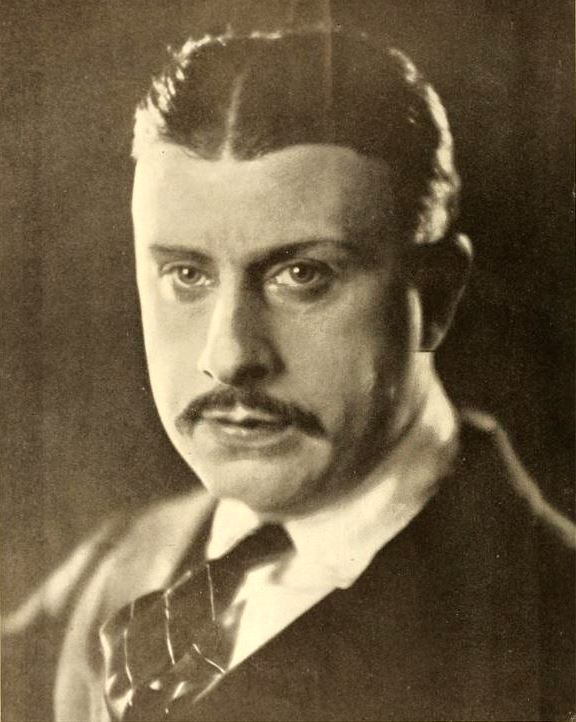
Stuart Holmes

- Stuart Clark, giornalista e astronomo britannico
- Stuart Davis, pittore statunitense
- Stuart Gordon, regista, sceneggiatore e produttore cinematografico statunitense
- Stuart Holmes, attore statunitense
- Stuart Immonen, fumettista canadese
- Stuart M. Kaminsky, scrittore, sceneggiatore e giornalista statunitense
- Stuart Kauffman, biologo e ricercatore statunitense
- Stuart O'Grady, pistard e ciclista su strada australiano
- Stuart Pearce, calciatore e allenatore di calcio britannico
- Stuart Sutcliffe, bassista e pittore britannico

### Variante Stu
- Stu Bennett, wrestler britannico
- Stu Cook, bassista statunitense
- Stu Hart, wrestler britannico
- Stu Inman, allenatore di pallacanestro e dirigente sportivo statunitense
- Stu Jackson, allenatore di pallacanestro e dirigente sportivo statunitense
- Stu Lantz, cestista statunitense
- Stu Phillips, compositore e direttore d'orchestra statunitense
- Stu Ungar, giocatore di poker statunitense

## Il nome nelle arti
- Stu è un personaggio del cortometraggio Pixar Stu - Anche un alieno può sbagliare.
- Stuart Little è un personaggio del romanzo di E. B. White Le avventure di Stuart Little, e di tutte le opere da esso tratte.
- Stuart Pot è il vero nome di 2-D, cantante fittizio dei Gorillaz.
- Stuart Radzinsky è un personaggio della serie televisiva Lost.
- Stuart Scola è un personaggio della serie televisiva FBI.